# Lawinia (mitologia)
Lawinia – w mitologii rzymskiej księżniczka z Lacjum w Italii, córka Latynusa i Amaty, jedna z bohaterek Eneidy Wergiliusza.
Matka zaręczyła ją z Turnusem, ale ojciec zdecydował, że zgodnie z przepowiednią powinna wyjść za Eneasza, który właśnie wtedy przybył do Italii. Kiedy Eneasz pokonał Turnusa w wojnie, została żoną zwycięzcy. Mity nie są zgodne co do jej dalszych losów: według niektórych wersji ona i Eneasz nie mieli dzieci, według innych – po śmierci męża wydała na świat syna-pogrobowca Sylwiusza. Miała urodzić go w lesie, w domu pasterza Tyrrusa (Tyrrenusa), gdzie ukryła się przed wrogością pasierba, Askaniusza.
Córka Latynusa jest główną bohaterką powieści Ursuli K. Le Guin, zatytułowanej Lawinia.